# Wilhelm von Biela
Wilhelm von Biela (en alemany, Wilhelm Freiherr von Biela, també conegut com a Baró de Biela) (Roßla, Alemanya, 19 de març de 1782 - Venècia, Itàlia, 18 de febrer de 1856) va ser un militar germà-austríac, conegut com a astrònom aficionat pel descobriment l'any 1826 del cometa que porta el seu nom (el cometa periòdic Biela).

## Biografia

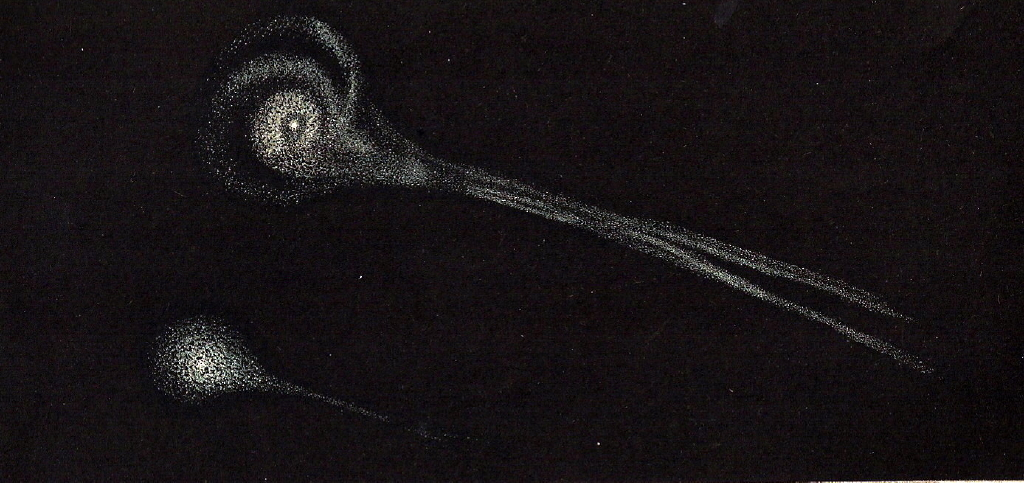
Cometa Biela.

Wilhelm von Biela va néixer en Roßla, Harz (nord d'Alemanya). Era descendent d'una destacada família de la noblesa protestant, originària del que actualment és la República Txeca, que es va exiliar a Saxònia després de l'execució de Friedrich von Biela a Praga l'any 1621 durant les guerres de religió. Biela era l'últim membre de la seva branca de la família.
Després d'estudiar al col·legi militar de Dresden, Biela es va unir a l'exèrcit austríac el 1802, servint com a cadet en el Regiment d'Infanteria 'Graf Stuart' Nr. 18. Va ascendir al rang de capità de Granaders i va participar en nombroses campanyes militars contra Napoleó entre 1805 i 1809. El 1813, essent assistent del General Merveldt, va ser ferit en la batalla de Leipzig.
El 1815 Biela es va traslladar a Praga, on va començar a estudiar astronomia, sent alumne de Marin Alois David. Posteriorment va servir a Itàlia, sent nomenat comandant de la ciutat de Rovigo.
En el camp de l'astronomia, es va especialitzar a observar i calcular les òrbites dels cometes. També va realitzar observacions sobre les taques solars. Va publicar una sèrie d'articles, majoritàriament en el Astronomische Nachrichten, versant sobre temes com els cometes; les consideracions teòriques sobre els cometes que "cauen al Sol"; sobre Tycho Brahe; i sobre l'ocultació d'estrelles per la Lluna. També va publicar un treball de major extensió amb un estudi sobre la rotació planetària, titulat "Die zweite grosse Weltenkraft, nebst Ideïn über einige Geheimnisse der physischen Astronomie, oder Andeutungen zu einer Theorie der Tangentialkraft" (editat a Praga el 1836). En el seu prefaci declarava que "tot i que aquest treball és el fruit de molts anys d'estudi, pot ser llegit en mitja hora".
Va descobrir de forma independent dos cometes que uns altres ja havien trobat (notablement el Cometa Gran de 1823, C/1823 Y1) i va fer pel seu compte un descobriment important: el cometa periòdic Biela, que posteriorment es va partir en dues i es va desintegrar.
Hi ha poques dades sobre la seva vida personal: va estar casat amb Anna (Edle von Wallenstern) i van tenir una filla, Emilie Freiin von Biela, nascuda l'any 1820 i casada posteriorment a Rovigo amb Moritz Graf Forgách, un altre oficial d'infanteria austríac, i amb el qual va tenir dos fills.
A la dècada de 1840 Biela es va retirar a Venècia, on va morir l'any 1856.

## Reconeixements
- El cometa periòdic Biela va rebre el nom del seu descobridor.
- El cràter lunar Biela porta aquest nom en el seu honor.[7]
- L'asteroide (2281) Biela també commemora el seu nom.[8]